# Цыганкова, Наталья Юрьевна
Наталья Юрьевна Цыганкова (Лапицкая) (12 августа 1962) — советская и российская гандболистка и гандбольный тренер. Заслуженный мастер спорта (1982). Двукратная чемпионка мира (1982, 1986). Бронзовый призёр Олимпийских игр в Сеуле.

## Биография
Заниматься гандболом начинала в Краснодаре. В 15 лет вместе со своим первым тренером Александром Пановым уехала в Невинномысск, где до 1986 года выступала за местный «Азот». В составе этого клуба в сезоне-1982/83 завоевала бронзовые медали чемпионата СССР. С 1986-го по 1990-й защищала цвета ростовского «Ростсельмаша». В его составе выигрывала золотые, серебряные и бронзовые медали чемпионата СССР, а в сезоне-1989/90 стала обладательницей Кубка Кубков. С 1990-го по 1999-й выступала за «Будучност» (Подгорица), в составе которой стала шестикратной чемпионкой Югославии и трижды выходила в полуфинал Кубка чемпионов. Победитель молодёжного чемпионата мира (1981). Двукратная чемпионка мира (1982, 1986). Победитель Игр доброй воли (1986). Обладатель бронзовых медалей сеульской Олимпиады (1988). Входила в символическую сборную мира.

## Биография (тренер)
В 1999 году — тренер по работе с молодёжью в структуре клуба «Будучност». В 2000-м — главный тренер сборной Сербии и Черногории на чемпионате Европы. Под её руководством команда заняла седьмое место. В 2003-м — главный тренер молодёжной сборной Сербии и Черногории, в которой выступали уже в основном её собственные воспитанницы. С 2005-го по 2008-й работала в структуре краснодарской КСДЮШОР. В сезоне 2008/2009 возглавляла «Кубань». Под её руководством сборная Кубани 1994 года рождения завоевала золотые и бронзовые медали первенства России. С 2009 года является вторым тренером краснодарской «Кубани».